# Пірогоші

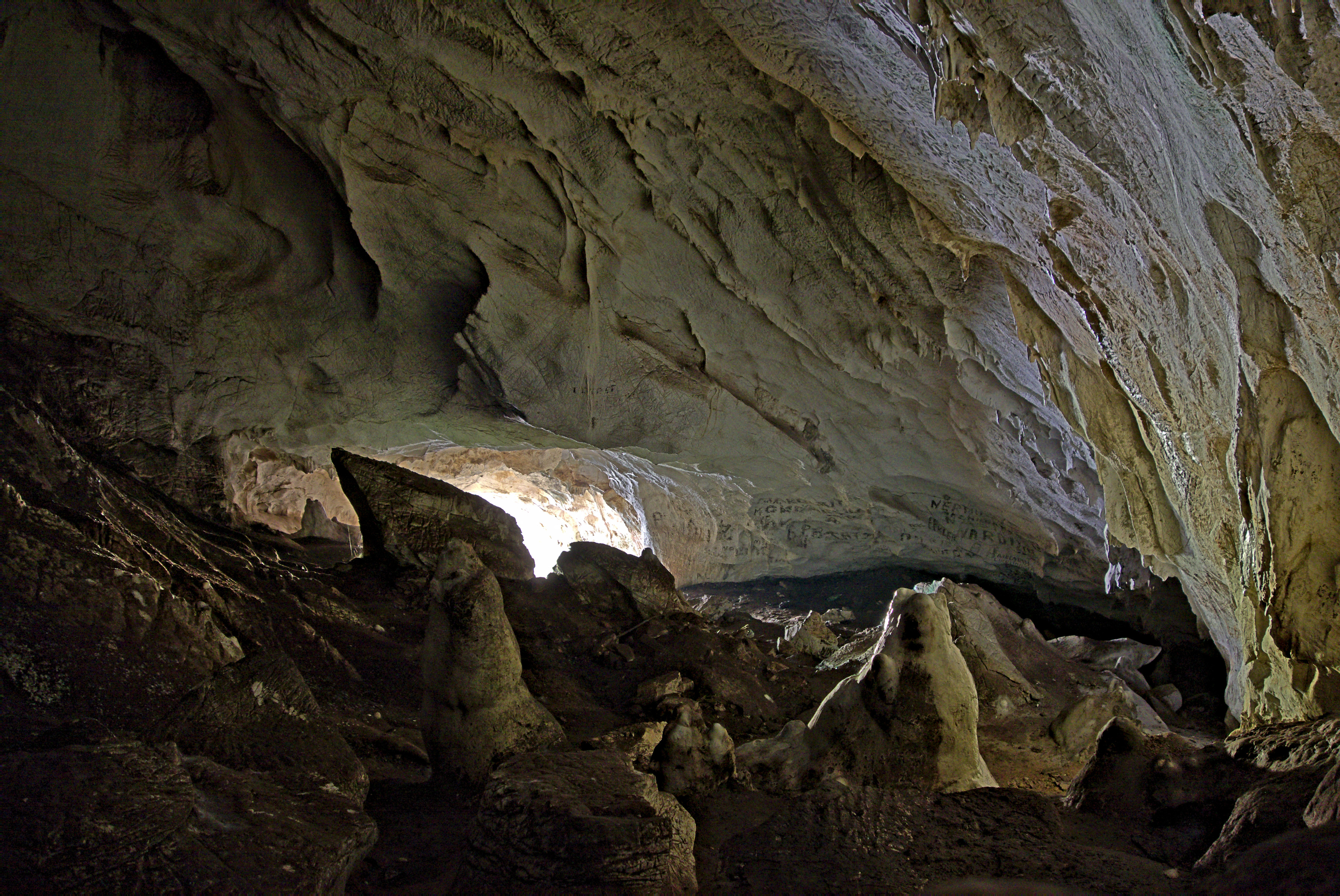
Печера Пірогоші: маленькі завали із шлаку біля входу

Печера Пірогоші – одна з найбільших печер в Албанії. Має довжину 1500 м і розташована поблизу Гороводе, с. Радеш, Скрапар.